# Luiz Carlos Cancellier de Olivo
Luiz Carlos Cancellier de Olivo (Tubarão, 13 de maio de 1958 – Florianópolis, 2 de outubro de 2017) foi um jurista, jornalista e professor universitário brasileiro. Foi reitor da Universidade Federal de Santa Catarina (UFSC) entre 2016 e 2017.

## Carreira

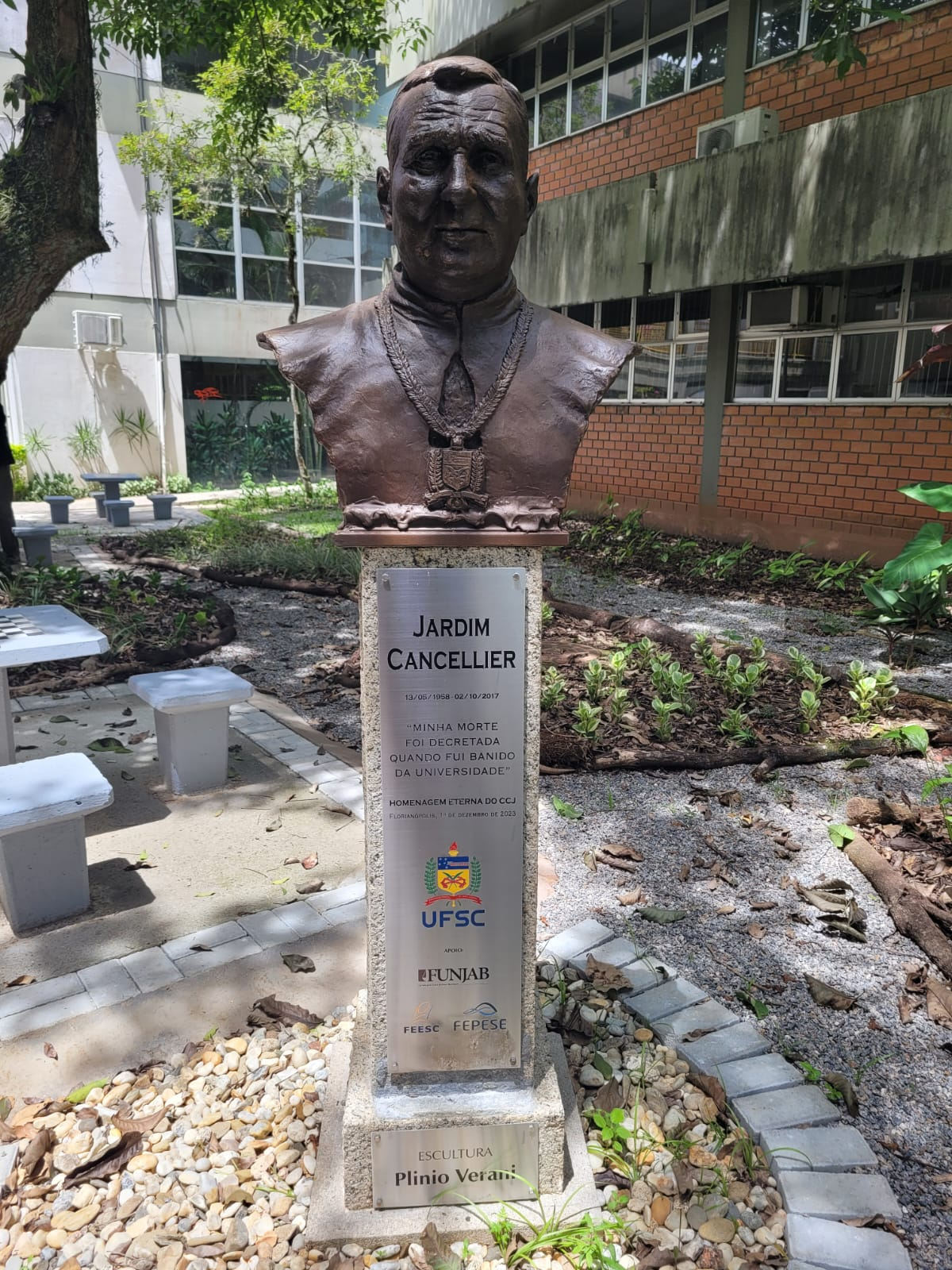
Busto em homenagem a Cancellier no Jardim Cancellier, localizado entre o CCJ e o CSE, na UFSC

Formado em direito, tendo realizado graduação, mestrado e doutorado na área, todos pela UFSC.
Entrou na UFSC em 1977, tendo se afastado alguns anos depois para trabalhar como jornalista no jornal O Estado. Também foi assessor do ex-senador Nelson Wedekin e participou ativamente das campanhas pela anistia, pelas Diretas Já, pela eleição de Tancredo Neves e pela Constituinte, além do movimento Fora Collor. Retornou à UFSC em 1996, formando-se dois anos depois.
Ao longo da carreira acadêmica acumulou especializações em Gestão Universitária e Direito Tributário. No Centro de Ciências Jurídicas (CCJ) lecionou disciplinas como Direito Administrativo e Direito Público. Foi chefe de Departamento do Direito entre 2009 e 2011 e eleito diretor do CCJ um ano depois. Também foi diretor da Fundação José Arthur Boiteux e membro do Conselho Editorial da Editora da UFSC.

## Reitor da UFSC
Com uma carreira acadêmica meteórica, indo da graduação em 1998 à direção do Centro de Ciências Jurídicas em 2012, Cancellier candidatou-se à reitoria em 2015 pela chapa A UFSC Pode Mais, vencendo no segundo turno, tendo derrotado Edson de Pieri, do Centro Tecnólogico, e a então reitora Roselane Neckel no primeiro turno. Tomou posse em 10 de maio de 2016, tendo como vice a professora Alacoque Lorenzini Erdmann.

## Afastamento compulsório da reitoria
Em 14 de setembro de 2017 a Polícia Federal prendeu temporariamente Cancellier na Operação Ouvidos Moucos. O objetivo da operação era desarticular uma organização criminosa que supostamente desviou recursos de cursos de educação a distância (EaD) da UFSC. Sobre ele não pesavam as acusações de desvio - a suspeita era de que o reitor havia interferido nas investigações que haviam iniciado na corregedoria da universidade. Apesar de ser liberado menos de dois dias depois, ele é afastado judicialmente do cargo e impedido de entrar na UFSC. A vice-reitora Alacoque assumiu a reitoria.

## Morte
Após duas semanas de sua prisão preventiva, Cancellier cometeu suicídio. Segundo relatos de familiares e amigos, o reitor afastado sentia-se bastante abalado pela prisão e suas consequências e considerava-se injustiçado.
O corpo foi velado na Reitoria da UFSC, tendo recebido homenagens de diversas entidades do direito, jornalismo e magistério, além de autoridades e da comunidade universitária. Muitos discursos na Sessão Solene Fúnebre, realizada no Centro de Cultura e Eventos da UFSC, e boa parte das notas de pesar criticaram a forma com que a operação policial foi conduzida e levou à morte trágica, chamando o processo de sensacionalista e midiático, como a da Universidade Federal do Espírito Santo (UFES), que declarou que a prisão preventiva foi "um ato extremo e grave no ambiente do Estado Democrático de Direito, visto que o reitor Cancellier sequer havia prestado esclarecimentos no processo". Já o Conselho Federal da Ordem dos Advogados do Brasil citou que era a hora de "debater seriamente a forma espetacular e midiática como são realizadas as prisões provisórias no Brasil." 
Durante sessão solene no Congresso Nacional feita em homenagem ao reitor, o senador Roberto Requião disse que o suicídio foi "um exemplo claro e acabado de abuso de poder”, além de afirmar que quer batizar uma nova lei de abuso de autoridade como "Lei Cancellier".
A Polícia Federal não comentou a morte, dizendo que as investigações da Ouvidos Moucos seguem em andamento. O inquérito concluiu em 2018 com o nome do reitor ainda ligado aos desvios de recursos da universidade, apesar do relatório final não apresentar provas disso ou explicar porque outros reitores não foram indiciados. Ao ser questionada, a PF respondeu apenas que a investigação foi finalizada e que ela agora está agora sob a análise do Ministério Público Federal.
Foi sepultado no Cemitério Jardim da Paz de Florianópolis e deixou um filho, que fez uma tese acadêmica em homenagem ao pai.

## Homenagens

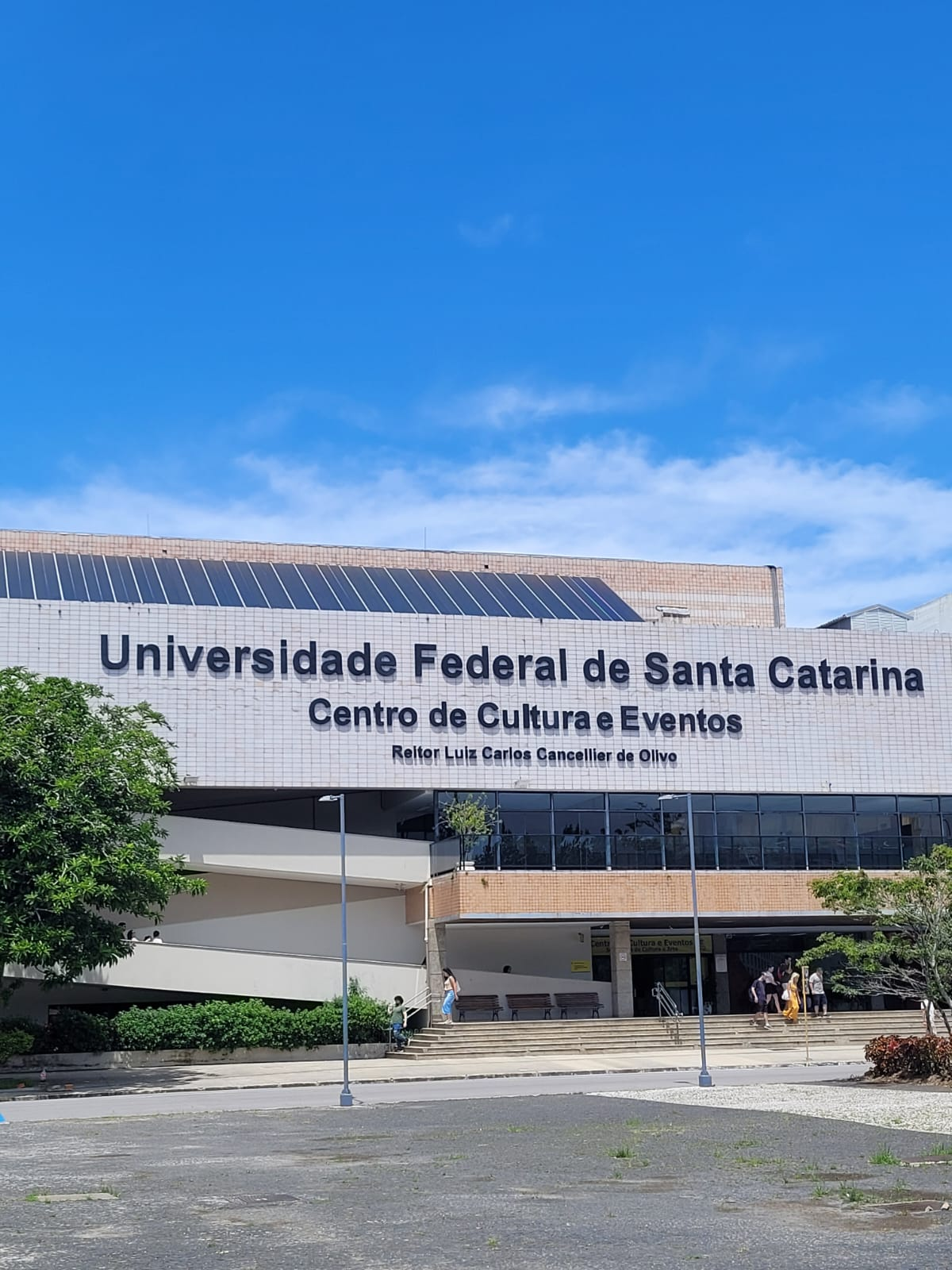
Letreiro do Centro de Cultura e Eventos Luiz Carlos Cancellier de Olivo, na UFSC

- Em 19 de janeiro de 2023, em encontro com reitores das universidades federais de todo o Brasil, o presidente Luiz Inácio Lula da Silva prestou homenagem a Cancellier, alegando que “Pode ter morrido a sua carne, mas as suas ideias continuaram entre nós, a cada momento que a gente pensar em educação, na formação profissional e intelectual do povo brasileiro”.[15]
- Foi homenageado com o nome de uma das avenidas que dá acesso à Universidade Federal de Santa Catarina, nomeada "Avenida Reitor Luiz Carlos Cancellier de Olivo".[16]
- O Centro de Cultura e Eventos da UFSC recebeu novo letreiro e foi renomeado em homenagem ao reitor Cancellier em dezembro de 2023.[17]
- Entre o Centro de Ciências Jurídicas e o Centro Socioeconômico da UFSC foi construído o "Jardim Cancellier", como parte da celebração de 63 anos da universidade, contando com cerca de 50 espécies de plantas e um busto em homenagem ao ex-reitor.[18]